# Lasse Berg Johnsen
Lasse Berg Johnsen (Stavanger, 18 agosto 1999) è un calciatore norvegese, centrocampista del Malmö FF.

## Carriera

### Club
Berg Johnsen è cresciuto nelle giovanili del Forus og Gausel, per poi entrare a far parte di quelle del Viking. Con questa maglia, in data 13 aprile 2019 ha esordito in Eliteserien: ha sostituito Zymer Bytyqi nella vittoria per 2-1 sul Brann.
Il 5 giugno 2019, il Tromsdalen ha comunicato di aver ingaggiato Berg Johnsen con la formula del prestito. Il debutto in squadra era arrivato però il 2 giugno, prima dell'annuncio ufficiale: è stato schierato titolare nella sconfitta per 6-4 subita sul campo del Raufoss, sfida in cui ha trovato anche la via della rete.
Il 23 gennaio 2020, Berg Johnsen è passato a titolo definitivo al Raufoss, a cui si è legato con un contratto biennale. Il 3 luglio ha giocato la prima partita con questa maglia, quando è stato schierato titolare nella sconfitta per 1-0 subita sul campo del Tromsø.
Il 31 gennaio 2021, i danesi del Randers hanno reso noto l'acquisto di Berg Johnsen, che si è legato al nuovo club fino al 30 giugno 2024. Il 2 febbraio ha esordito in Superligaen, sostituendo Vito Hammershøj Mistrati nella vittoria per 3-0 sull'Horsens. Il 21 marzo ha segnato la prima rete nella massima divisione locale, nel successo per 2-1 sul Copenaghen. In quella stessa stagione, ha contribuito alla vittoria finale del DBUs Landspokalturnering.
In virtù di questo successo, il Randers ha partecipato ai turni preliminari dell'Europa League 2021-2022: il 19 agosto ha quindi giocato la prima partita nelle competizioni europee per club, venendo schierato titolare nel pareggio per 1-1 contro il Galatasaray.

### Nazionale
Il 14 novembre 2024 esordisce in nazionale maggiore nel successo per 1-4 in Nations League in casa della Slovenia.

## Statistiche

### Presenze e reti nei club
Statistiche aggiornate al 12 settembre 2021.
| Stagione       | Club           | Campionato     | Campionato | Campionato | Coppe nazionali | Coppe nazionali | Coppe nazionali | Coppe continentali | Coppe continentali | Coppe continentali | Supercoppe | Supercoppe | Supercoppe | Totale | Totale |
| Stagione       | Club           | Comp           | Pres       | Reti       | Comp            | Pres            | Reti            | Comp               | Pres               | Reti               | Comp       | Pres       | Reti       | Pres   | Reti   |
| -------------- | -------------- | -------------- | ---------- | ---------- | --------------- | --------------- | --------------- | ------------------ | ------------------ | ------------------ | ---------- | ---------- | ---------- | ------ | ------ |
| gen.-giu. 2019 | Viking         | ES             | 2          | 0          | CN              | 1               | 0               | -                  | -                  | -                  | -          | -          | -          | 3      | 0      |
| giu.-dic. 2019 | Tromsdalen     | 1D             | 22         | 1          | CN              | 1               | 0               | -                  | -                  | -                  | -          | -          | -          | 23     | 1      |
| 2020           | Raufoss        | 1D             | 29+1       | 0          | -               | -               | -               | -                  | -                  | -                  | -          | -          | -          | 30     | 0      |
| gen.-giu. 2021 | Randers        | SL             | 16         | 1          | CD              | 4               | 0               | -                  | -                  | -                  | -          | -          | -          | 20     | 1      |
| 2021-2022      | Randers        | SL             | 8          | 0          | CD              | 0               | 0               | UEL                | 2                  | 0                  | -          | -          | -          | 10     | 0      |
| Totale Randers | Totale Randers | Totale Randers | 24         | 0          |                 | 4               | 0               |                    | -                  | -                  |            | -          | -          | 28     | 0      |
| Totale         | Totale         | Totale         | 24         | 0          |                 | 5               | 0               |                    | -                  | -                  |            | -          | -          | 29     | 0      |

### Cronologia presenze e reti in nazionale
| Cronologia completa delle presenze e delle reti in nazionale ― Norvegia | Cronologia completa delle presenze e delle reti in nazionale ― Norvegia | Cronologia completa delle presenze e delle reti in nazionale ― Norvegia | Cronologia completa delle presenze e delle reti in nazionale ― Norvegia | Cronologia completa delle presenze e delle reti in nazionale ― Norvegia | Cronologia completa delle presenze e delle reti in nazionale ― Norvegia | Cronologia completa delle presenze e delle reti in nazionale ― Norvegia | Cronologia completa delle presenze e delle reti in nazionale ― Norvegia |
| Data                                                                    | Città                                                                   | In casa                                                                 | Risultato                                                               | Ospiti                                                                  | Competizione                                                            | Reti                                                                    | Note                                                                    |
| ----------------------------------------------------------------------- | ----------------------------------------------------------------------- | ----------------------------------------------------------------------- | ----------------------------------------------------------------------- | ----------------------------------------------------------------------- | ----------------------------------------------------------------------- | ----------------------------------------------------------------------- | ----------------------------------------------------------------------- |
| 17-11-2024                                                              | Oslo                                                                    | Norvegia                                                                | 5 – 0                                                                   | Kazakistan                                                              | UEFA Nations League 2024-2025 - 1º turno                                | -                                                                       | 60’                                                                     |
| 25-3-2025                                                               | Debrecen                                                                | Israele                                                                 | 2 – 4                                                                   | Norvegia                                                                | Qual. Mondiali 2026                                                     | -                                                                       | 74’                                                                     |
| 9-6-2025                                                                | Tallinn                                                                 | Estonia                                                                 | 0 – 1                                                                   | Norvegia                                                                | Qual. Mondiali 2026                                                     | -                                                                       | 68’                                                                     |
| Totale                                                                  |                                                                         | Presenze                                                                | 3                                                                       |                                                                         | Reti                                                                    | 0                                                                       |                                                                         |

## Palmarès

### Club

#### Competizioni nazionali
- Coppa di Danimarca: 1

Randers: 2020-2021
- Campionato svedese: 2

Malmö: 2023, 2024
- Coppa di Svezia: 1

Malmö: 2023-2024